# Lívio Dante Porta
Livio Dante Porta (Rosário, 21 de março de 1922 — Lomas de Zamora, 10 de junho de 2003) foi um engenheiro ferroviário argentino.
É cenhecido principalmente por modificações inovadoras de locomotivas a vapor, com o fito de aumentar seu desempenho e eficiência, e com menor poluição ambiental.
Seus desenvolvimentos mais conhecidos são seus altamente eficientes sistemas chaminé Lempor e Lemprex (baseados no sistema de Jean Lemaître) e Kylpor (baseado no sistema Kylchap).